# مقصدهای پروازی فلای‌دبی
مقصدهای پروازی فلای‌دبی به شرح زیر است:
| [Hub] | قطب              |
| ^     | مسیرهای آتی      |
| [T]   | مقصدهای متوقف‌شده |